# Oxydia translinquens
Oxydia translinquens là một loài bướm đêm trong họ Geometridae.